# (30805) Mikimasa
(30805) 1989 UO2 est un astéroïde de la ceinture principale découvert en 1989.

## Description
(30805) 1989 UO2 a été découvert le 21 octobre 1989 à l'observatoire de Kitami, situé à l'est d'Hokkaidō (Japon), par Kin Endate et Kazuro Watanabe.

### Caractéristiques orbitales
L'orbite de cet astéroïde est caractérisée par un demi-grand axe de 2,53 ua, un périhélie de 1,78 ua, une excentricité de 0,29 et une inclinaison de 6,06° par rapport à l'écliptique. Du fait de ces caractéristiques, à savoir un demi-grand axe compris entre 2 et 3,2 ua et un périhélie supérieur à 1,666 ua, il est classé, selon la JPL Small-Body Database, comme objet de la ceinture principale.

### Caractéristiques physiques
(30805) 1989 UO2 a une magnitude absolue (H) de 15,3 et un albédo estimé à 0,357.